# 121-й скоростной бомбардировочный авиационный полк
121-й скоростной бомбардировочный авиационный полк, он же 121-й ближнебомбардировочный авиационный полк — воинская часть ВС СССР в Великой Отечественной войне.

## История
Полк формировался в Старом Быхове на основании Директивы Главного управления Красной Армии Военному совету Белорусского Особого военного округа о формировании авиационных частей в округе № 1/5/176352 с 20 февраля по 15 марта 1940 года по штату управления полка № 15/928-Б и пяти эскадрилий по штату № 15/907-В
В составе действующей армии во время ВОВ с 22 июня 1941 по 25 июля 1941 и с 11 декабря 1941 по 24 апреля 1942 года.
На 22 июня 1941 года базируется в Старом Быхове, имея в своём составе 56 самолётов СБ (в том числе 9 неисправных).
22 июня 1941 года, базирующийся в летних лагерях в 40-50 километрах от стационарного аэродрома (аэродром Ново-Серебрянка в сторону Мозыря) полк, был поднят по тревоге и вылетел на бомбардировку наступающих немецких войск. Все эскадрильи (5) вылетели в разные районы, так 2-я эскадрилья бомбовый удар нанесла в районе Брестской крепости, и вернулась без потерь.; остальные эскадрильи, вылетавшие в район Сарнаки, Константинув, встретившись с истребителями 12./JG51 и 1./JG53, понесли потери в виде 5 самолётов (15 человек лётного состава) и ещё трёх убитых в вернувшихся самолётах.. 25 июня 1941 года 9 боеготовых самолётов вылетели на бомбардировку в район Бреста, и в этот же день были уничтожены истребителями противника в момент возвращения с задания над посёлком Телеханы.
В дальнейшем полк, продолжал действовать на территории Белоруссии, в частности в районах Слуцк, Заславль, Дзержинск, Пружаны, Ружаны, Картуз-Берёза. С 27 июня 1941 года остатки полка начали перебазирование.
25 июля 1941 года личный состав полка отведён в резерв в Петровск Саратовской области, а затем перебазировался в Кинель. Перевооружён самолётами Пе-2
Приказом НКО СССР № 00117 от 13 декабря 1941 года полк, укомплектованный по штату № 015/173, передан в непосредственное подчинение члена Военного Совета ВВС КА армейского комиссара 2 ранга Степанова
С декабря 1941 по апрель 1942 года действует на Волховском фронте (Кириши, Погостье, Любань, Чудово, Мясной Бор, Новгород)
С 24 апреля 1942 года в боях не участвовал, данных о расформировании установить не удалось.

## Подчинение
| Дата            | Фронт (округ)    | Армия             | Корпус (группа)                  | Дивизия                                   | Примечания          |
| --------------- | ---------------- | ----------------- | -------------------------------- | ----------------------------------------- | ------------------- |
| 22.06.1941 года | Западный фронт   | -                 | -                                | 13-я бомбардировочная авиационная дивизия | -                   |
| 01.07.1941 года | Западный фронт   | -                 | -                                | 13-я бомбардировочная авиационная дивизия | -                   |
| 10.07.1941 года | Западный фронт   | 21-я армия        | -                                | 13-я бомбардировочная авиационная дивизия | -                   |
| 01.08.1941 года | -                | -                 | -                                | -                                         | на переформировании |
| 01.09.1941 года | -                | -                 | -                                | -                                         | на переформировании |
| 01.10.1941 года | -                | -                 | -                                | -                                         | на переформировании |
| 01.11.1941 года | -                | -                 | -                                | -                                         | на переформировании |
| 01.12.1941 года | -                | -                 | -                                | -                                         | на переформировании |
| 01.01.1942 года | Волховский фронт | 2-я ударная армия | -                                | -                                         | -                   |
| 01.02.1942 года | Волховский фронт | 2-я ударная армия | -                                | -                                         | -                   |
| 01.03.1942 года | Волховский фронт | 4-я армия         | 3-я резервная авиационная группа | -                                         | -                   |
| 01.04.1942 года | Волховский фронт | -                 | 2-я резервная авиационная группа | -                                         | -                   |

## Командиры
- полковник Дояр Сергей Алексеевич, погиб 27.06.1941 года над Слуцком.
- майор Татулов Аветис Артёмович
- майор П. Мирошниченко